# 57a Divisió (Exèrcit Popular de la República)
La 57a Divisió —originalment denominada Divisió asturiana de Xoc— va ser una de les divisions de l'Exèrcit Popular de la República que es van organitzar durant la Guerra Civil espanyola sobre la base de les Brigades Mixtes.

## Historial
La unitat va ser creada el 2 de juliol de 1937, originalment com a Divisió asturiana «de Xoc». El comandament va recaure en el major de milícies Luis Bárzana Bárzana. El 6 d'agost va rebre la seva numeració definitiva, quedant agregada al XVI Cos d'Exèrcit. Va quedar composta per les brigades mixtes 183a, 184a i 185a —antigues brigades asturianes 3a, 10a i 15a.
La divisió va ser enviada a la província de Santander, on va prendre part en els combats. Al final de la batalla de Santander la 57a Divisió, que havia quedat greument infringida durant els combats a «La Montaña», es trobava cobrint els accessos occidentals d'Astúries. La divisió seria dissolta, i les seves unitats assignades a altres divisions.